# 寒林院
寒林院，或作翰林院、寒林所。中元節時，廟宇設法會普渡亡靈，亦用紙紮一房舍，上書「寒林院」，以供各路貴族、世族、士紳、官吏與陣亡軍人等的孤魂在法會時棲身之處，兩旁各設「男堂」、「女室」，一般相較於安奉平民孤魂的同歸所，多半較為豪華，屋頂多加一小樓，號曰「清風亭」。
寒林院中設一神位，大多書曰：「有德士婦正感覺靈諸位香座」、「各代官爵文章秀雅節烈丕顯覺靈香座」、「各代文哲武烈鄉賢國殤及孝廉節烈英魂香座」、「累朝帝王公侯將相后妃嬪娥夫人及各路賢哲等眾香座」、「歷代君王公卿與文武聖賢英哲節烈等眾香座」、「累代文武忠孝賢達節義英士烈婦等眾香座」、「累代明君賢臣儒林文苑茂才孝廉貞女節婦暨三軍捐軀報國護鄉將士香座」等類字樣。